# 宮城大樹
宮城 大樹（みやぎ だいき、旧芸名：Dyki、1990年1月23日 - ）は、日本の俳優、タレント、元キックボクサー。神奈川県出身。TRUSTAR所属。

## 来歴
- 2009年
  - 4月26日 - プロデビュー戦となる「R.I.S.E. 54 ～RISING ROOKIES CUP～」55kg級にて2R 0分53秒でKO勝ちで初勝利を収めた[1]。
  - RISE58『RISING ROOKIES CUP』55kg級決勝戦にて準優勝となる[2]。
- 2013年3月17日 - RISE 92にて第4代RISEバンタム級王者となる[3]。
- しかし、2013年7月20日に行われたRISE 94で判定勝ちを収めた後、検査でくも膜嚢胞が見つかりドクターストップ。同年8月16日に引退を発表[4]。
- 2014年後楽園ホールで引退式を行う。引退式には菅谷哲也も現れる。
- 2015年自らが代表を務めるキックボクシング＆フィットネスジム「TARGET SHIBUYA」をオープン。
- 2020年9月、スターレイプロダクションを退社。同年10月からTRUSTAR所属。
- 2020年11月からは、元地球の島一平とYouTubeチャンネルを開設。YouTuberとしても活動をしている。
- 2023年3月、小池美由との結婚を発表。

## 戦績

### プロキックボクシング
| キックボクシング 戦績 | キックボクシング 戦績 | キックボクシング 戦績 | キックボクシング 戦績 | キックボクシング 戦績 | キックボクシング 戦績 | キックボクシング 戦績 |
| --------------------- | --------------------- | --------------------- | --------------------- | --------------------- | --------------------- | --------------------- |
| 21 試合               | (T)KO                 | 判定                  | その他                | 引き分け              | 無効試合              |                       |
| 17 勝                 | 10                    | 7                     | 0                     | 1                     | 0                     |                       |
| 3 敗                  | 1                     | 2                     | 0                     | 1                     | 0                     |                       |

| 勝敗 | 対戦相手               | 試合結果    | 大会名                                            | 開催年月日     |
| ○    | ダニエル・ウィリアムス | 3R 判定3-0  | RISE 94                                           | 2013年7月20日  |
| ○    | ジャン・ヨンホ         | １RKO       | Road to GLORY JAPAN -85kg                         | 2013年5月3日   |
| ○    | 六川星矢               | 5R 判定2-1  | RISE 92                                           | 2013年3月17日  |
| ○    | 山上幹臣               | 3R 判定2-0  | RISE M-1MC 〜INFINITY〜                           | 2012年12月2日  |
| ○    | 大野貴志               | 3R 0:44 KO  | RISE 90                                           | 2012年10月25日 |
| ○    | 岡田有晃               | 3R 判定2-0  | ビッグバン 統一への道 その十                      | 2012年9月2日   |
| ○    | 水原弘暁               | 4R 判定2-1  | RISE 88                                           | 2012年6月2日   |
| ×    | 戸邊隆馬               | 3R 判定0-2  | RISE 86                                           | 2012年1月28日  |
| ×    | KENJI                  | 1R 1:35 KO  | RISE 85                                           | 2011年11月23日 |
| ○    | 伏見和之               | 3R 1:11 KO  | RISE 83                                           | 2011年9月23日  |
| ○    | ヤン・チョルミン       | 2R TKO      | RISE KOREA                                        | 2011年6月17日  |
| ○    | 前田浩喜               | 4R 判定2-1  | RISE 74                                           | 2011年2月27日  |
| ○    | 萬田千晴               | 2R 1:04 KO  | RISE 73R                                          | 2010年12月19日 |
| ○    | 侍虎志                 | 3R 1:02 KO  | RISE 71                                           | 2010年7月31日  |
| ○    | HIROYUKI               | 2R 1:23 KO  | RISE 65                                           | 2010年5月16日  |
| ○    | 上野歩                 | 2R 2:54 KO  | RISE 63                                           | 2010年4月7日   |
| △    | 狼鐘闘                 | 3R 判定1-0  | RISE 60                                           | 2009年11月22日 |
| ×    | 吉野幸喜               | 3R 判定0-3  | RISE 59                                           | 2009年10月4日  |
| ○    | 田村勇気               | 3R 2:34 TKO | RISE 58 〜RISENG ROOKIES CUP〜 55kg級準決勝       | 2009年8月23日  |
| ○    | 益田亮                 | 2R 0:53 KO  | R.I.S.E. 54 〜RISENG ROOKIES CUP〜 55kg級第一回戦 | 2009年4月26日  |

## 人物・エピソード
空手家である父と、姉の宮城舞の影響もあり6歳から空手を始める。小学校3年生の時に初めて試合で優勝。横浜アリーナにてK-1GPを観戦し「ぼくも同じ舞台に立ちたい！」と感じたのをキッカケに空手からキックボクシングの道へ転向。2013年1月、キックボクシングの認知度を向上すべくCX系テレビ番組「テラスハウス」に入居。

## 出演

### 映画
- 呪怨 -終わりの始まり-（2014年6月28日公開） - バスケットボール部の顧問
- TOKYO TRIBE（2014年8月30日公開）[5]
- すんドめ（2015年3月27日公開）[6]
- SPELL～呪われたら、終わり～霊能者・馬飼野俊平の事件簿シリーズ（2023年公開）[7]
- 田村悠人 ISOLATED（2025年6月6日公開）

### テレビドラマ
- 容疑者は8人の人気芸人（2015年4月18日、フジテレビ） - 「日村VS8人の人気芸人」AD
- 監獄学園-プリズンスクール-（2015年10月 - 12月、MBS・TBS） - 根津譲二[8]
- 司法教官・穂高美子4（2015年10月31日、テレビ朝日） - 男D
- 遺産相続弁護士 柿崎真一 第3話（2016年7月21日、読売テレビ・日本テレビ） - 津木野徹

### ウェブドラマ
- 仮面ライダーアマゾンズ シーズン2（2017年4月 - 6月、Amazonプライム・ビデオ） - 本田

### テレビ番組
- テラスハウス（2013年1月25日 - 12月23日、フジテレビ）

### Vシネマ
- 関東極道連合会4（2015年） - アカイケ
- 首都抗争（2017年） - 武田一家榎本組組員

### 舞台
- 私だって××してみたい!!（2014年3月6日 - 9日、ウッディシアター中目黒） - 三井ヒロキ
- 発足!ギャル内閣（2014年5月10日・11日、中目黒キンケロ・シアター） - 有田

### PV
- ハジ→「卒業サヨナラ。」（2014年）

### CM
- ファッション通販「SHOPLIST（ショップリスト）」（2014年10月）
- 富士通 「理念篇」（2019年3月）[9]
- セカンドストリート（2020年9月）